# انتخابات پارلمانی آرژانتین (۲۰۱۳)
انتخابات پارلمانی آرژانتین ۲۷ اکتبر ۲۰۱۳ در ۲۱ ایالت برگزار شد. انتخابات مقدماتی آزاد (PASO) پیش از آن در ۱۱ اوت ۲۰۱۳ برای تعیین فهرست‌های احزاب واجد شرایط برای انتخابات عمومی صورت گرفت. مانند سال ۲۰۱۱، زمانی که نشست‌های مقدماتی برای اولین بار برگزار شدند، هر لیست حزبی باید به ۱٫۵ درصد در سطح استانی می‌رسید تا بتواند در انتخابات ۲۷ اکتبر شرکت کند. در این انتخابات مجددا نیمی از اعضای مجلس نمایندگان را برای دوره ۲۰۱۳–۲۰۱۷ و یک سوم اعضای مجلس سنا برای بازه زمانی ۲۰۱۳–۲۰۱۹  انتخاب شدند. انتخابات مجلس سنا نیز در هر ایالت صورت گرفت و به نوبت در ایالات چاکو، انتره ریوس، نئوکن، ریو نگرو، سالتا، سانتیاگو دل استرو، تیرا دل فوئگو، بوینس‌آیرس و استان کورینتس رای‌گیری برگزار شد. تنها استان کورینتس انتخابات پارلمانی را در ۱۵ سپتامبر برگزار کرد. این انتخابات شامل دو اتفاق جدید بود؛ پس از تصویب قانون مصوب در سال ۲۰۱۲، اصل ۵، افراد دارای سنین ۱۶ و ۱۷ سال نیز می‌توانستند در انتخابات شرکت کنند و این قانون رای‌دهندگان واجد شرایط را تا ۴٫۵٪ یا حدود ۱٫۲ میلیون نفر افزایش داد؛ در مجموع ۶۰۰٬۰۰۰ نفر برای رای دادن ثبت‌نام کرده‌اند. رای‌دهندگان آرژانتین در سال ۲۰۱۳ نیز با مهر انتخابات به روش سنتی بر روی شناسنامه (DNI) و دریافت برگهٔ رای (دارای شماره سریال و کد) به رای دهی پرداختند.